# Dramazone
Das Theater- und Performance-Kollektiv Dramazone (deutsch ausgesprochen) wurde 2005 im thüringischen Bad Frankenhausen gegründet. Verbunden war die Gründung mit dem Glauben, auch in ländlichen Regionen experimentelles Theater erarbeiten zu können. Fester Produktionssitz ist Bad Frankenhausen (Mitglied im Thüringer Theaterverband), feste Produktionsorte sind Erlangen, Mainz und Hamburg.
Die künstlerischen Projekte der Gruppe untersuchen theatrale Situationen im Spielfeld von Erinnerung, Identität und Gemeinschaft. Bisher hat die Gruppe zwölf Projekte erarbeitet, des Weiteren bietet sie Vorträge und Workshops an. Feste Mitglieder sind: Sarah Al Doyaili, Sascha Förster, Malte van Haastrecht, Franziska Ruhl, Lea-Sophie Schiel und Dorothea Schmans, darüber hinaus sind Kaja Jakstat, Ann-Christine Simke und Carolin Schneider der Gruppe verbunden.

## Arbeit
Dramazone arbeitet gleichberechtigt und alle Performer sind Darsteller, Regisseure, Dramaturgen und Bühnenbildner zugleich. Für die künstlerischen Projekte nutzen die Mitglieder ihre Biografien als Ausgangspunkt. Die jeweiligen Biografien dienen dabei als Fundstellen individueller Erinnerungen sowie des kulturellen Wissens zu Selbstbildern, Heimat, Idolschaft, Niederlagen, Rettung und anderem, die in den Aufführungen mit dem Publikum gemeinschaftlich ausgetauscht werden. Dafür suchen die Performer den sozialen und intimen Kontakt mit dem Publikum und erarbeiten unterschiedliche Formen der Zuschauer-Beteiligung. Mit ihren Projekten verortet sich das Theaterkollektiv zwischen Theater und Performance und verbindet daher Fiktion und Authentizität zu einer eigenen Bühnenrealität. Mit dem Produktionssitz Bad Frankenhausen will Dramazone zeigen, dass anspruchsvolles zeitgenössisches Theater sowohl in den kulturellen Metropolen als auch in der Provinz produziert und gezeigt werden kann.

## Projekte
- Liebe Schluss Verkauf (Theaterinszenierung, UA 2005, Bad Frankenhausen)
- Inspektion der Unsterblichkeit (UA 2006, im Panorama-Museum Bad Frankenhausen)
- Proklamation der Heimata (UA 2007, Bad Frankenhausen[3] – Weiteres Gastspiel in Erlangen, Shortlist Jurypreis[4])
- Clubschiff Panorama (UA 2007, Panorama-Museum Bad Frankenhausen)
- Heimat-Menue (Performance Lecture, UA 2008, Berlin)
- Stadt-Maskottchen (UA 2008, Panorama-Museum Bad Frankenhausen – Weiteres Gastspiel in Leipzig)
- Angstbörse (UA 2008, Gera, Koproduktion mit dem Festival "Hotel Subbotnik" (Theaterfabrik Gera, gefördert durch die Kulturstiftung des Bundes) – Weitere Gastspiele in Berlin, Würzburg, Erlangen[5] und Mainz[6])
- Plauder-Camp (Durational Performance, Video-Installation, UA 2008, Panorama-Museum Bad Frankenhausen – Weitere Gastspiele in Erlangen[7], Weimar, Berlin, Frankfurt/Oder und Potsdam)
- Identitätsspiele (UA 2009 in Kooperation mit dem Theaterfestival ARENA… der jungen Künste, Erlangen[8][9], gefördert durch die Kulturstiftung des Freistaats Thüringen – Weiteres Gastspiel in Bad Frankenhausen[10])
- Wenn du mich rettest… (Durational Performance, UA 2011 im Rahmen des Theaterfestivals ARENA… der jungen Künste im Markgrafentheater in Erlangen[11] – Weitere Gastspiele in Kooperation mit Amnesty International in Mainz[12] sowie in Berlin, Weimar und Köln)
- Schlagerliederabend (UA 2011 in der Kaserne Basel[13][14], Koproduktion mit Treibstoff Theatertage Basel – Weitere Gastspiele in Bad Frankenhausen[15] (Gastspiel gefördert durch das Thüringer Ministerium für Bildung, Wissenschaft und Kultur), Hamburg und Mainz)
- Auf einen Toast (Gesprächsformat, UA 2011 in Koproduktion mit „Vor uns das verhießene Land“ – Ein Festival für Einar Schleef des Einar-Schleef-Arbeitskreises im Spengler-Museum, Sangerhausen[16] (Festival gefördert durch die Kulturstiftung des Bundes))
- Mensch rette dich (Spiel-Installation, UA 2012 im Rahmen des 100Grad Festivals in den Sophiensælen, Berlin)
- (unter)schreiben wir geschichte(n) (UA 2012, Bad Frankenhausen)

## Preise
- 2008: Shortlist Jurypreis des Theaterfestivals ARENA… der jungen Künste in Erlangen für Proklamation der Heimata
- 2011: Koproduktion mit Treibstoff Theatertage Basel für Schlagerliederabend (als eine von sieben Koproduktionen aus über 100 Projekteinsendungen ausgewählt)
- 2011: Publikumspreis des Theaterfestivals ARENA… der jungen Künste in Erlangen für Wenn du mich rettest…
- 2012: Publikumspreis des Thüringer Theaterpreises des Thüringer Theaterverbandes für Wenn du mich rettest… sowie Nominierung für den Fachpreis (im Rahmen des Avant Art Festivals in Weimar)